# Herrnbräu

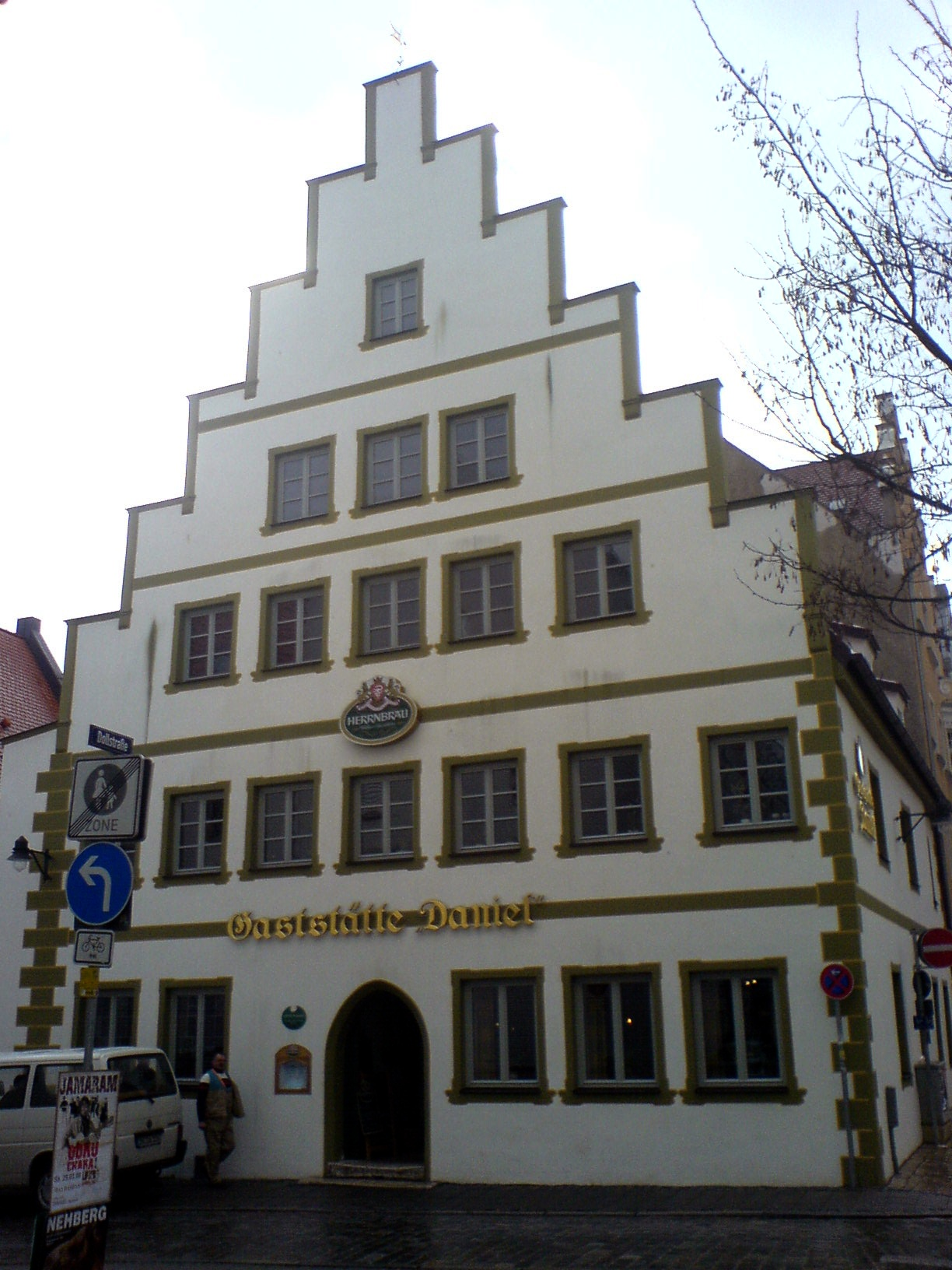
Die Gaststätte zum Daniel, heute wieder mit Gasthausbrauerei

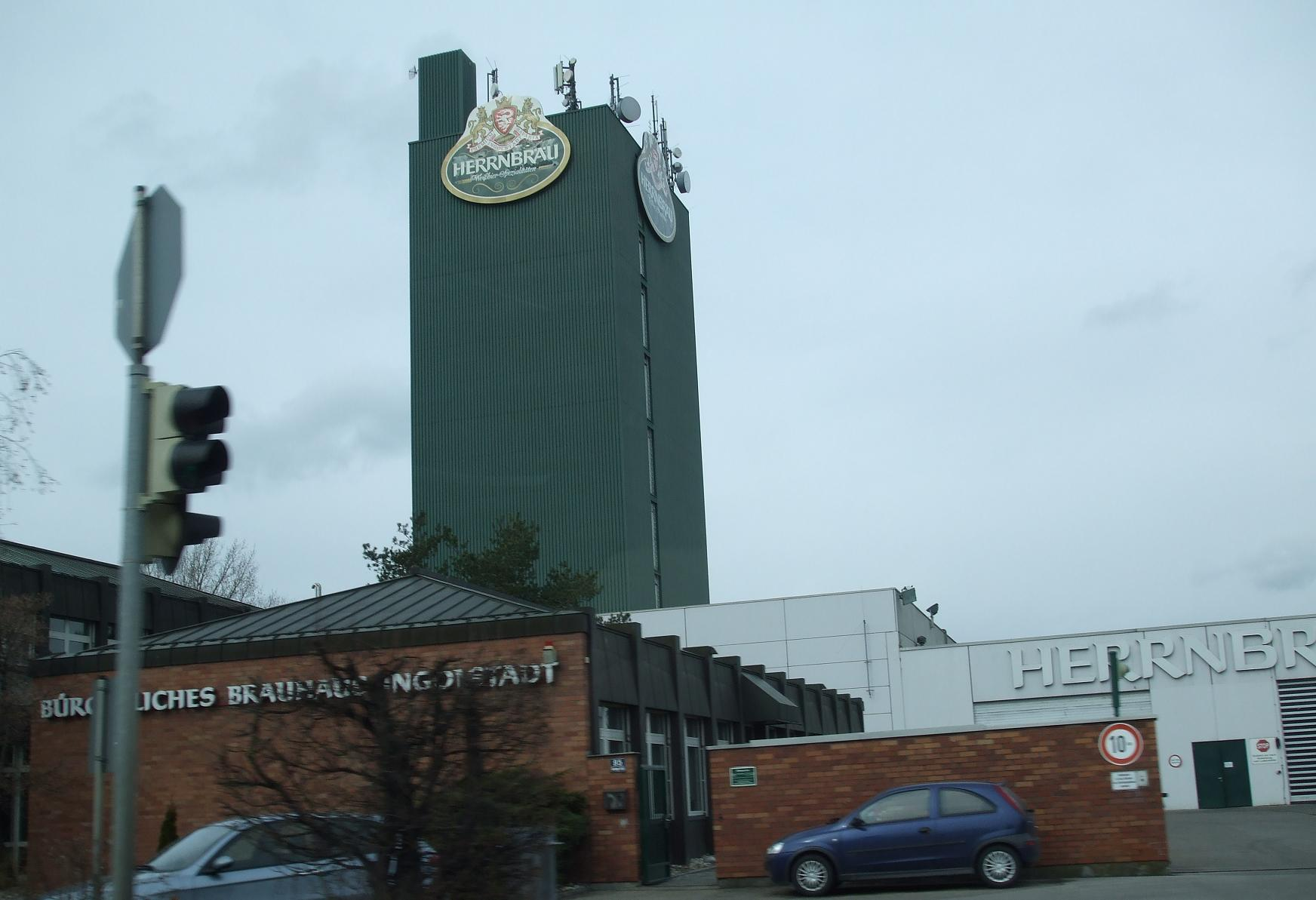
Das Brauereigelände an der Manchinger Straße

Die Herrnbräu GmbH ist eine deutsche Brauerei mit Stammsitz in Ingolstadt. Der Jahresausstoß beträgt etwa 210.000 Hektoliter.

## Geschichte

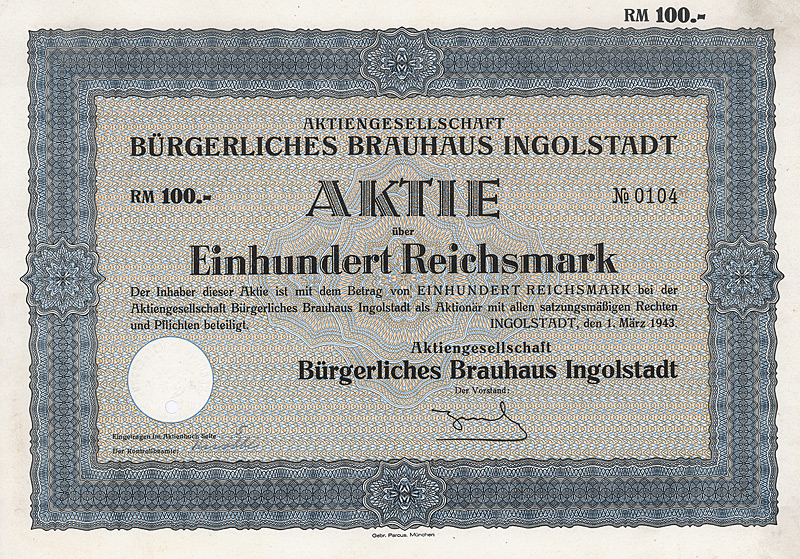
Aktie der AG Bürgerliches Brauhaus Ingolstadt über 100 Reichsmark vom 1. März 1943

Der älteste Ast der verzweigten Geschichte von Herrnbräu reicht bis 1471 zurück, als das Danielbräu gegründet wurde, mit dem Herrnbräu 1873 zur Actienbrauerei Ingolstadt fusionierte.
Die Geschichte der Marke Herrnbräu selbst beginnt erst im 17. Jahrhundert. 1817 richtete sich Herrnbräu mit einer Gastwirtschaft und angeschlossener Hausbrauerei im Georgianum ein, nachdem das vorher dort untergebrachte Priesterseminar zusammen mit der Universität nach Landshut bzw. München umgezogen war. 1882 ging in Ingolstadt eine zweite Aktienbrauerei, das Bürgerliche Brauhaus Ingolstadt, aus dem Schwabenbräu hervor (vgl. Liste ehemaliger Brauereien in Bayern#Ingolstadt). 1899 übertrug die Actienbrauerei Ingolstadt ihr Vermögen dem Bürgerlichen Brauhaus Ingolstadt. 1929 übernahm das Bürgerliche Brauhaus Ingolstadt das Weißbräuhaus an der Dollstraße. Seit Mitte der 1960er Jahre vertreibt die Brauerei ihre Biere einheitlich unter dem Markennamen Herrnbräu. Etwa zeitgleich zog die Brauerei von der Altstadt in das Gewerbegebiet an der Manchinger Straße um. Seit 1997 produziert das Brauhaus auch alkoholfreie Getränke unter dem Namen Bernadett Brunnen. Am 1. Januar 2003 gliederte die Bürgerliche Brauhaus Ingolstadt AG das operative Brauereigeschäft in die Herrnbräu GmbH aus, blieb jedoch 100%ige Tochter der BBI. Am 1. April 2008 erwarb die Herrnbräu die Markenrechte an der Ingolstädter Brauerei Ingobräu. 2010 übernahm die Brauerei die Marken und Vertriebsrechte vom Leitner Bräu in Schwabach. Zum 500-jährigem Jubiläum des Reinheitsgebotes baute Herrnbräu 2016 in eine der ursprünglichen Braustätten, dem Gasthaus Daniel, wieder eine Gasthausbrauerei.
Herrnbräu ist heute eine 100 %-Tochter der börsennotierten BHB Brauholding Bayern-Mitte AG und führt deren operatives Geschäft.

## Biersorten
| - Hefeweißbier Hell - Hefeweißbier Dunkel - Leichtes Weizen - Hefeweißbier Alkoholfrei |  | - Pantherweisse - Kristall Weizen - Schneewalzer - Helles |  | - Dunkel - Römergold - Premium Pils - Tradition |  | - Radler - Herrnbräu Gold - Helles alkoholfrei - Zwickel |

## Markenrechte
Die Herrnbräu GmbH ist Rechteinhaber der ehemaligen Brauerei Ingobräu Ingolstadt für die Marken Ingo Bräu und INGOBRÄU.